# 亲扬子构造域
亲扬子构造域是中元古代中国四个构造域之一，早古生代（寒武纪、奥陶纪、志留纪的合称）中国五个构造域之一，因为属于这个构造域的各板块或地块的构造运动、古生物和古地磁等特征在这一时期与其中最大的扬子板块相似而得名。
亲扬子构造域包括扬子板块、松潘-甘孜地块、秦岭中部地块、武当地块、大别地块、胶南地块、中甸地块、思茅-印度支那板块和华夏板块等板块和地块，其中较重要的是扬子板块、华夏板块和思茅-印度支那板块。属于西域构造域的各板块或地块，在新元古代至早古生代也陆续表现出亲扬子的特征，但由于它们在新元古代之前的地史和亲扬子的其他各板块或地块完全不同，因此宜独立为一个构造域。
扬子板块是在中元古代末期由北扬子板块和南杨子板块（即湘桂地块）碰撞拼合而成的。在青白口期，扬子板块可能一度与华夏板块几乎拼合，但在南华期又相互远离。在古生代，扬子板块和它北面的一些小地块虽然出现了俯冲作用，但只是洋-陆俯冲，陆壳之间仍处于离散状态。古生代晚期，受峨眉山地幔羽的影响，扬子板块西部发生张裂，形成了川西地块、云开地块等小地块。
到晚二叠世，亲扬子构造域各板块和地块开始会聚。中三叠世末期，华夏板块、云开地块、川西地块、思茅-印度支那板块和扬子板块先拼合为华南板块，并形成云开-十万大山碰撞带和金沙江碰撞带的南段。晚三叠世，属于亲冈瓦纳构造域的保山-中缅马苏地块也碰撞到华南板块之上，形成澜沧江碰撞带的南段，与此同时，华南板块向北碰撞到欧亚板块之上，形成秦岭-大别山碰撞带。经过这些被统称为印支运动的构造运动，亲扬子构造域各板块和地块便全部成为欧亚板块的一部分。